# Niceforonia
Niceforonia é um gênero de anfíbios da família Strabomantidae.
As seguintes espécies são reconhecidas:
- Niceforonia adenobrachia (Ardila-Robayo, Ruiz-Carranza & Barrera-Rodriguez, 1996)
- Niceforonia aderca (Lynch, 2003)
- Niceforonia araiodactyla (Duellman & Pramuk, 1999)
- Niceforonia babax (Lynch, 1989)
- Niceforonia brunnea (Lynch, 1975)
- Niceforonia columbiana (Werner, 1899)
- Niceforonia dolops (Lynch & Duellman, 1980)
- Niceforonia elassodiscus (Lynch, 1973)
- Niceforonia fallaciosa (Duellman, 2000)
- Niceforonia latens (Lynch, 1989)
- Niceforonia lucida (Cannatella, 1984)
- Niceforonia mantipus (Boulenger, 1908)
- Niceforonia nana Goin and Cochran, 1963
- Niceforonia nigrovittata (Andersson, 1945)
- Niceforonia peraccai (Lynch, 1975)